# إيثان ألين
إيثان ألين (بالإنجليزية: Ethan Allen) (21 يناير 1738 [10 يناير 1737 بالنظام القديم] - 12 فبراير 1789) هو مزارع أمريكي وكان رجل أعمال ومضارب أراضي وفيلسوفا وكاتب وعلماء لاهوتي وسياسي، وكان أحد أبطال حرب الاستقلال. ويعرف بأنه أحد مؤسسي ولاية فيرمونت الأمريكية، وأنه استولى على حصن تيكونديروجا مع بينيديكت أرنولد في بدايات الثورة الأمريكية. وهو شقيق آيرا ألين.
ولد ألين في ريف مستعمرة كونيتيكت، وتربى في براري الحدود ولكنه تلقى أيضا تعليما رسميا شمل بعض التعاليم الفلسفية. في أواخر ستينات القرن الثامن عشر، دخل في مشروع منح نيو هامبشاير، واشترى الأراضي هناك ودخل في النزاعات القانونية التي أحاطت بتلك بالأرض. أدت هذه العقبات القانونية إلى تشكيل فرقة فتية الجبل الأخضر، وقادها ألين في حملة لترهيب مستوطنين نيويورك وتدمير ممتلكاتهم وإبعادهم عن تلك الأرض. وعندما اندلعت الثورية الأمريكية، استولى ألين ورفاقه على حصن تيكونديروجا في مايو 1775. في سبتمبر 1775 قاد ألين محاولة فاشلة لغزو مونتريال وانتهت بالقبض عليه من قبل السلطات البريطانية. تم أخذه في البداية على متن سفن البحرية الملكية، وكان وأطلق سراحه بشروط في مدينة نيويورك، وأفرج عنه أخيرا في عملية تبادل السجناء في 1778.
عاد ألن إلى منح نيو هامبشر بعد الإفراج عنه واستأنف نشاطه السياسي في الإقليم، وكان الإقليم قد أعلن استقلاله في عام 1777. استمر آلين بمقاومة مساعي نيويورك للسيطرة على تلك الأراضي، كما قاد جهود فيرمونت للاعتراف بها من قبل الكونغرس، وشارك في مفاوضات مثيرة للجدل مع البريطانيين حول إمكانية أن تصبح فيرمونت مقاطعة بريطانية منفصلة.
كتب ألين عدة سجلات عن مآثره في الحرب وكانت ذات شعبية بين القراء في القرن التاسع عشر، فضلا عن أطروحاته الفلسفية والوثائق المتعلقة بسياسة تأسيس فيرمونت. وشملت معاملاته التجارية الأعمال الزراعية ناجحة، وإحدى أوائل مصانع الحديد في كونيتيكت، والمضاربة على الأراضي في إقليم فيرمونت. وشملت الأراضي التي اشتراها ألين وإخوته عدة مساحات أصبحت لاحقا مدينة برلينغتون. تزوج ألين مرتين وأنجب ثمانية أطفال.

## بدايات حياته
ولد إيثان ألين في ليتشفيلد في كونيكتيكت عام 1738، وانتقل إلى منح نيوهامشير في عام 1769 (حيث كنت أرضا متنازع عليها بين مستعمرتي نيويورك ونيوهامبشير)، حيث حاز على أراضي هناك، وأصبح في النهاية زعيم الفئة التي رفضت الاعتراف بالسلطة القضائية لمستعمرة نيويورك، وأراد تنظيم المنح لتشكل محافظة منفصلة. وفي عام 1770، تم تعيينه ليمثل المستوطنين في ألباني حيث كانت الدعوة معلقة. وفي حوالي العام 1771 تم وضعه على رأس "فتية الجبل الأخضر"، وهي قوة غير نظامية تكونت لمقاومة النيويوركيين بعد أن تم إقرار حكم عارض مصالحهم. وأصدر أوامره بحماية ملاك الأراضي التي منحتها مستعمرة نيوهامبشير. تم إعلانه خارجا عن القانون وتم إصدار جائزة قدرها 150 جنيه إسترليني لمن يقبض عليه مقدمة من ويليام ترايون حاكم نيويورك.

## حرب الاستقلال
في 10 مايو 1775، بعد اندلاع حرب الاستقلال الأمريكية مباشرة، قام ألين بتشكيل قوة وساعده بعض أعضاء جمعية كونيكتيكت في جمعها لهذا الغرض، وأسر حصن تيكوندروغا من الحامية البريطانية، واستدعى قائدها ليستسلم «باسم يهوه العظيم والكونغرس القاري» (كما ذكر ألين في سجله غير المحقق)، كما تمكن من أسر كراون بوينت، فأثبت هو وفتية الجبل الأخضر وطنيتهم وفاعليتهم، فأمر الكونغرس بأن تصرف لهم نفس رواتب الجيش الأمريكي، كما اقترح الجنرال فيليب سكايلر في مؤتمر نيويورك أن يتم إدخالهم في جيش الولايات المتحدة ليحسنوا دفاعاتها تحت إمرة الضباط المختارين. وذهب ألين وزميله سيث وارنر للاجتماع معهم لكن العديد من أعضاء الجيش رفضوا حضور مؤتمر عام مع جانحين. ومع هذا فقد طلبت الأغلبية حضور ألين في القاعة بنصيحة العقيد سيرز. وخلص الاجتماع إلى أن تنضم الفرقة إلى الجيش وألا يتجاوزوا 500 رجل؛ وشكر ألين المجلس وتعهد بتبادل المنفعة بالمخاطرة بحياته في سبيل القضية الأمريكية.
قامت الفرقة بالاستيلاء على الحصون البريطانية فلم تنفذ أوامر الكونغرس الذي أمر أرنولد بجمع قواته لهذا الغرض. كما تمكن الأمريكان من الاستيلاء على العديد من الأسلحة بعد سقوط سكينزبورو وكراون بوينت عن طريق القوات التي أرسلها ألين، وأتموا السيطرة على بحيرة شامبلين.
كان سيث وارنر قد انتخب عقيدا على «فتية الجبل الأخضر» في يوليو 1775، وانضم ألين إلى الجنرال فيليب سكايلر، ولاحقا رافق بعثة الجنرال ريتشارد مونتغومري لغزو كندا مع فرقة صغيرة لكن بدون رتبة. وأرسل في مهام سرية عديدة هناك لاستطلاع آراء الكنديين. في رحلته الأخيرة التقى العقيد براون وانضم إليه، في 25 سبتمبر 1775 تم أسره قرب مونتريال من قبل البريطانيين، ونقل إلى إنكلترا وعومل بقسوة في البداية، وبقي معهم إلى حين التبادل بين الأسرى الذي شمله في 6 مايو 1778، حيث كان سجينا في قلعة بيندنيس في فالموث، وفي هاليفاكس، نوفا سكوتيا، وفي نيويورك. وعند إطلاقه ترقى فخريا إلى عقيد من قبل الكونغرس القاري. ثم كعميد ميليشيا فيرمونت.

## سنواته الأخيرة

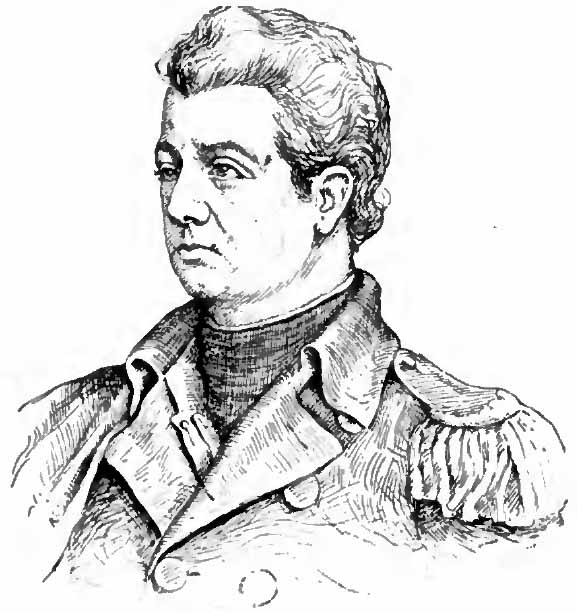
صورة ألين في موسوعة أبلتون

استأنف ألين معارضته لنيويورك، وقام مع أخيه آيرا ألين وعديد آخرين بمواصلة المفاوضات بشكل غير مباشر مع فريدريك هالديماند حاكم كندا من عام 1779 إلى 1783، وكان هالديماند يأمل أن يكسب أهل فيرمونت لصالح القضية البريطانية. كان ألين يهدف لمماطلة هالديماند فوافق على عرضه في البداية، وحاول القائد بيفرلي روبنسون أن يرشوه ليوجه نفوذه للاتحاد بين فيرمونت وكندا ولم ينجح في مسعاه، وبإطالته للنقاش استطاع أن يعطل كل جهود البريطانيين في تلك المنطقة. في مارس 1781 كتب ألين إلى الكونغرس، «إنني مصمم على الدفاع عن استقلال فيرمونت بشكل حازم مثل ما يحمي الكونغرس الولايات المتحدة، وبدلا من الفشل سأنسحب مع فتية الجبل الأخضر الجريئين إلى الكهوف المقفرة في الجبال وأشن حربا مع الطبيعة البشرية ككل». وانتقل إلى بنينغتون ثم إلى برلينغتون في عام 1787، 1787، وكان عضوا في مجلس الولاية التشريعي، وعضوا شرفيا في الكونغرس، حيث ضمن الاعتراف بفيرمونت كولاية مستقلة. ومات هناك في 11 فبراير 1789.

## إرث إيثان ألين
ذكر عنه المؤرخ موزس كويت تايلر أنه كان، «بطلا متعجرفا من الحدود – كان جاهلا ذو عقل راجح وذا حس دعابة قاسي وسريع، وثقته بنفسه لا حدود لها، وذو دهاء في العمل أو التفكير في أي حالة طارئة».
كتب ألين «قصة أسر العقيد إيثان ألين» (1779)، وهو أشهر كتب أدب السجون في الثورة الأمريكية؛ وهناك كتاب «دفاع سكان فيرمونت إلى حكومة نيويورك وحقهم في تشكيل ولاية مستقلة» (1779)؛ وكتابه الفلسفي «المنطق، الكاهن الوحيد للإنسان؛ أو نظام موجز عن الدين الطبيعي» (بنينغتون، 1784).
لا توجد سيرة كاملة عن إيثان ألين، ولكن قد تكون سيرته التي كتبها هنري هول (نيويورك، 1892) هي أفضلها، وأفضل تجميع لسيرة حياته يظهر في كتاب التاريخ الأدبي للثورة الأمريكية للكاتب الأمريكي موزس كولت تايلر (من مجلدين، نيويورك، 1897). كما كتبت مسودات عن حياته بقلم جاريد سباركس (بوسطن، 1834) وهيو مور (بلاتسبرغ، نيويورك، 1834)، وهنري والتر دو بوا (بوفالو، 1853). ويعتقد أنه لا توجد أي لوحة رسمت عنه، وأغلب اللوحات الموجودة عنه تعتمد على تمثاله الموجود في مدينة مونتبليير.

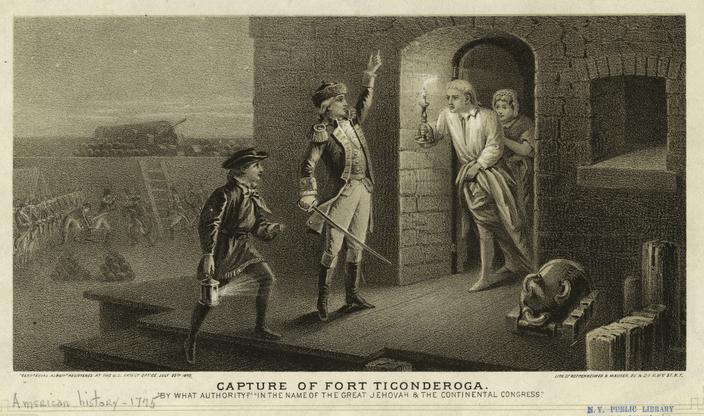
ألين يظهر وهو يحتل حصن تيكونديروغا
علم فرقة أولاد الجبل الأخضر
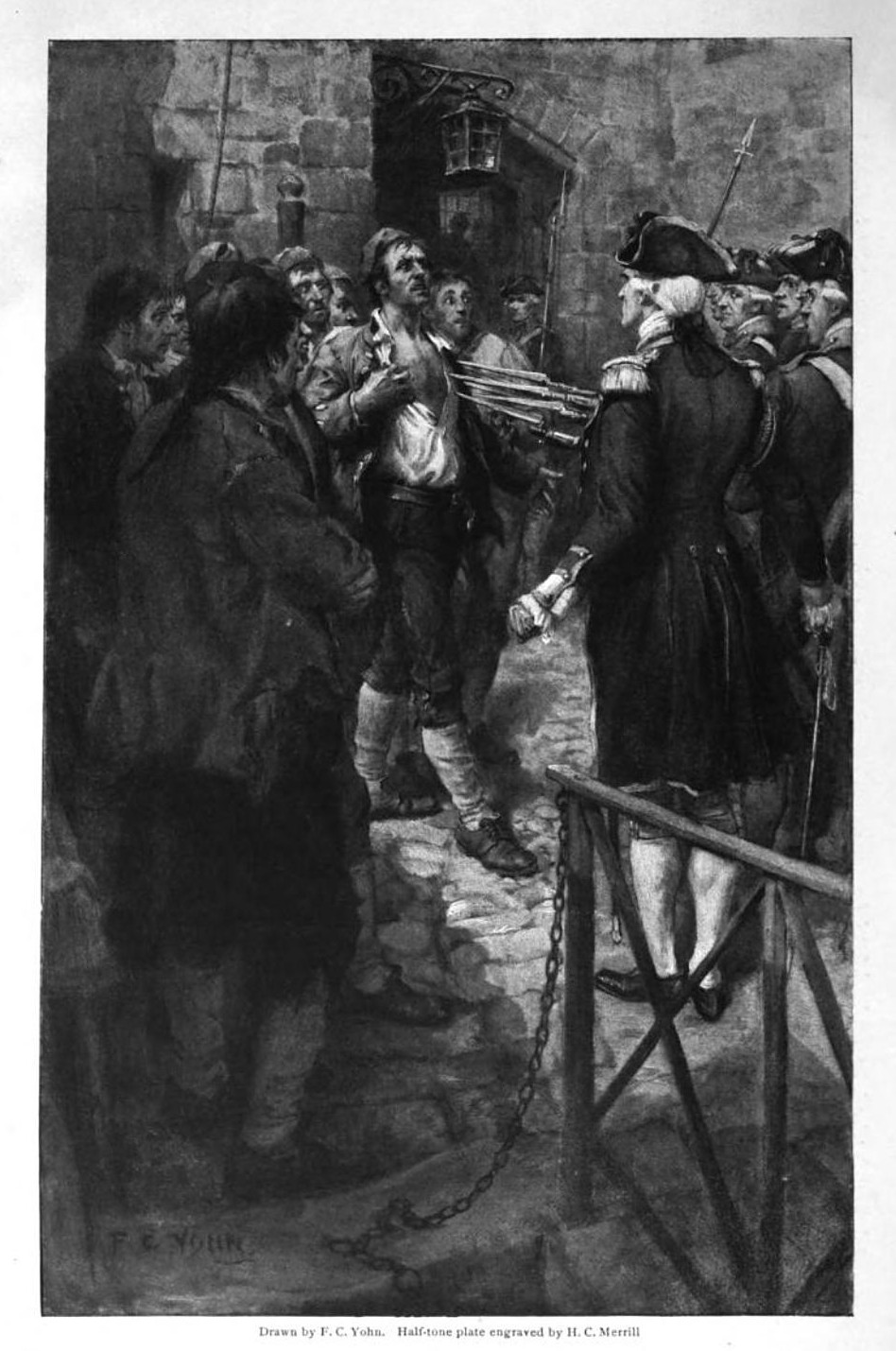
ألين وهو مقبوض عليه ويقف أمام النقيب بريسكوت في مونتريال
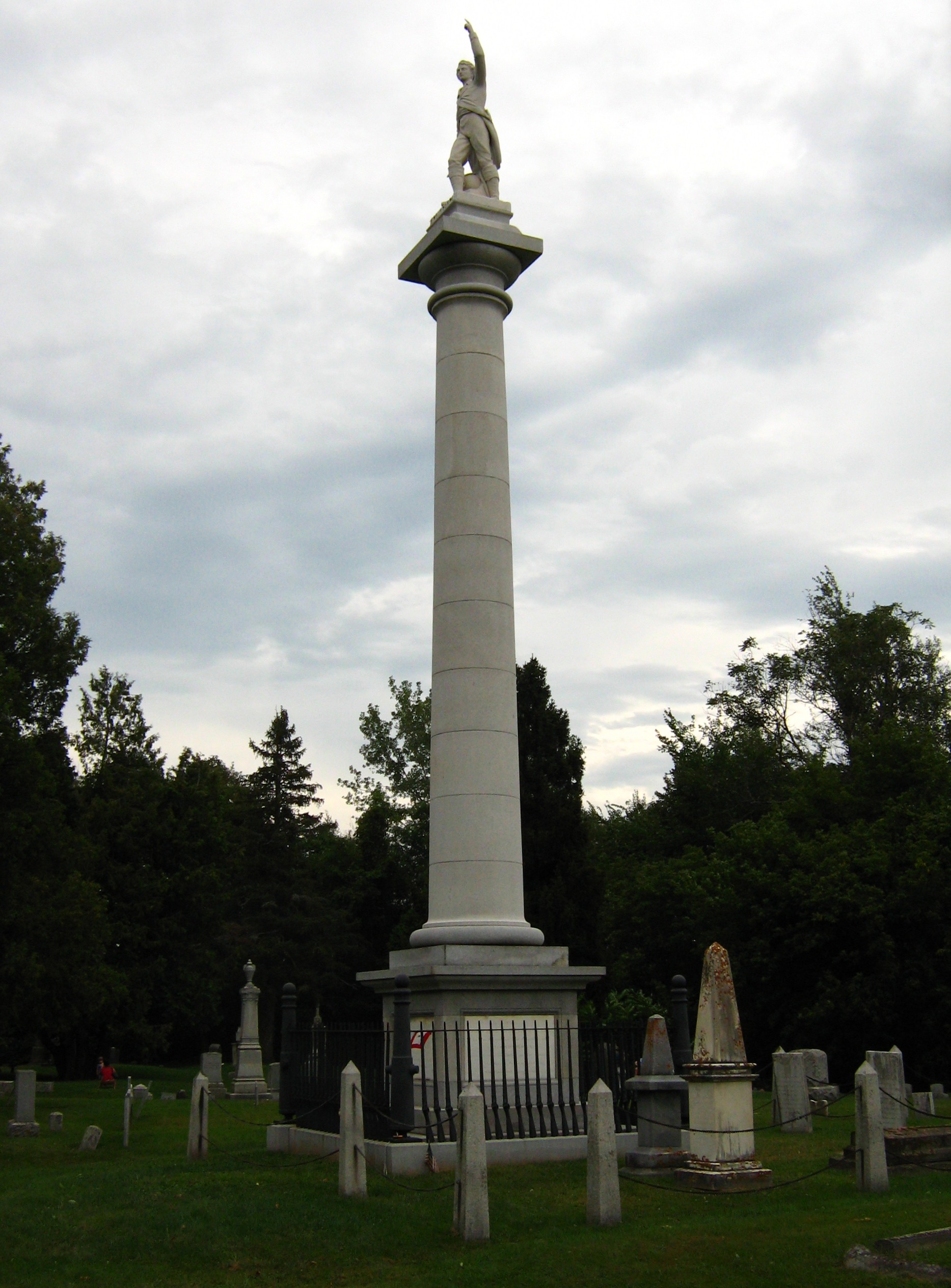
قبر إيثان ألين

## روابط خارجية
- إيثان ألين على موقع الموسوعة البريطانية (الإنجليزية)
- إيثان ألين على موقع إن إن دي بي (الإنجليزية)